# Guerra dels Vuit Sants
La Guerra dels Vuit Sants (1375–1378) va ser una guerra entre el papa Gregori XI i una coalició de ciutats-estat italianes liderada per Florència que va contribuir a la fi del papat d'Avinyó.

## Antecedents

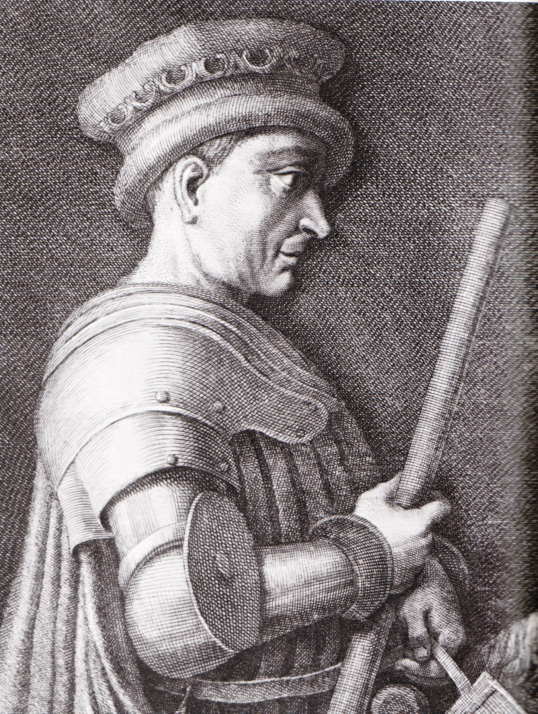
John Hawkwood, condottiero papal en les guerres de Gregori XI contra Milà

Les causes de la guerra tenien les seves arrels en qüestions interrelacionades; l'oposició florentina a l'expansió dels Estats Pontificis al centre d'Itàlia (que els papes d'Avinyó havien posat com a condició per al seu retorn) i l'antipatia cap a la Parte Guelfa de Florència. Concretament, Florència temia que a la tardor de 1372 Gregori XI tingués la intenció de reocupar una franja de territori prop de Lunigiana, que Florència havia conquerit a Bernabò Visconti, i que els Ubaldini poguessin passar de la lleialtat florentina a la papal.
Gregori XI també va acumular diverses queixes contra Florència per la seva negativa a ajudar-lo directament en la seva guerra contra els Visconti de Milà. Quan la guerra de Gregori XI contra Milà va acabar l'any 1375, molts florentins temien que el papa tornés la seva atenció militar cap a la Toscana; així, Florència va acordar un pacte de no agressió amb el condottiero anglès John Hawkwood, que era el principal comandant militar de Gregori XI, per un cost de 130.000 florins, extrets del clergat, bisbes, abats, monestirs i institucions eclesiàstiques locals, per un comitè de vuit membres nomenat per la Senyoria de Florència, l'Otto dei Preti. Hawkwood també va rebre un sou anual de 600 florins durant els següents cinc anys i una pensió vitalícia anual de 1.200 florins.
Els mercenaris transalpins emprats per Gregori XI contra Milà, ara a l'atur, sovint eren font de friccions i conflictes a les ciutats papals.

## Guerra

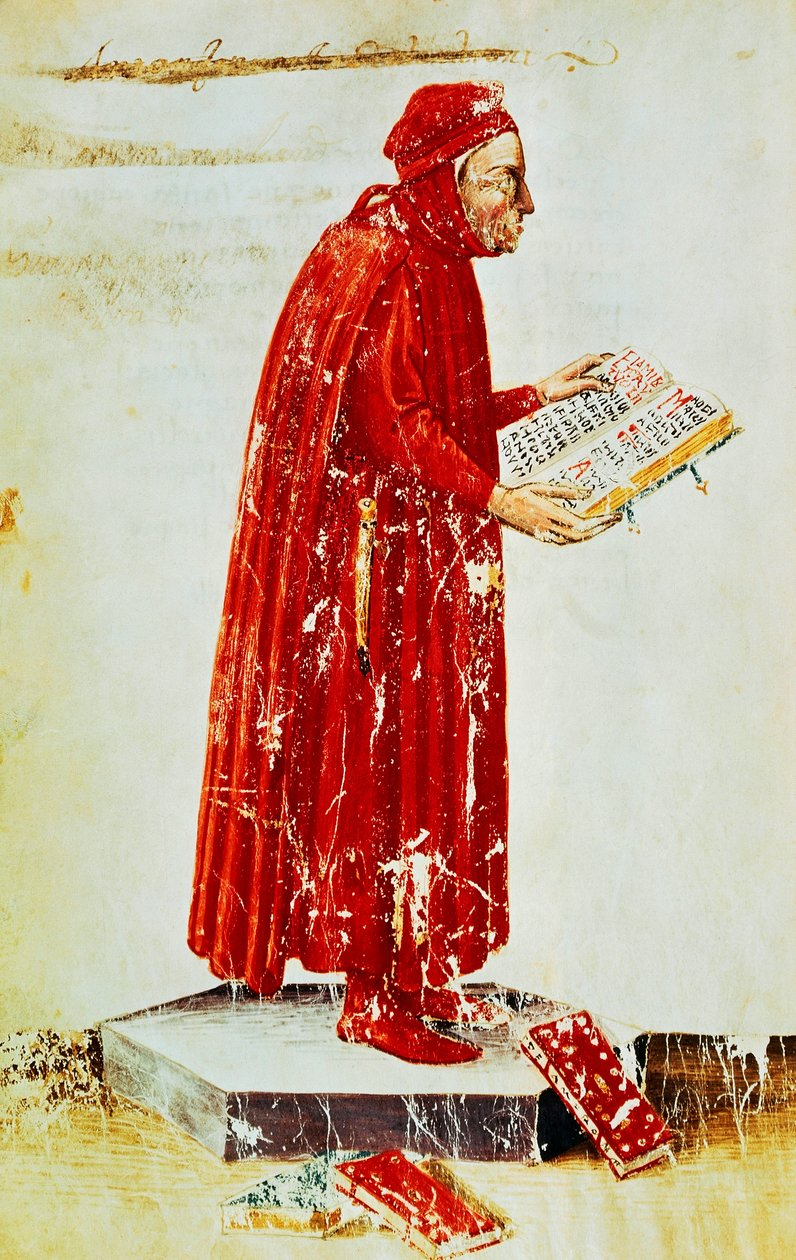
Coluccio Salutati, canceller de Florència durant la guerra

Florència va formar una aliança amb Milà el juliol de 1375, immediatament abans de l'esclat de la guerra la gestió del conflicte va ser totalment delegada a un comitè de vuit membres nomenat per la Signoria de Florència: l'Otto della Guerra.
Florència va incitar una revolta als Estats Pontificis el 1375. Agents florentins van ser enviats a més de quaranta ciutats dels estats pontificis —incloent Bolonya, Perusa, Orvieto i Viterbo— per fomentar la rebel·lió, moltes de les quals només havien estat tornades a sotmetre a l'autoritat papal pels esforços del cardenal Gil de Albornoz. El canceller humanista de Florència, Coluccio Salutati, va difondre cartes públiques instant les ciutats a rebel·lar-se contra el govern papal "tirànic" i "corrupte", en canvi demanant un retorn al republicanisme all'antica.

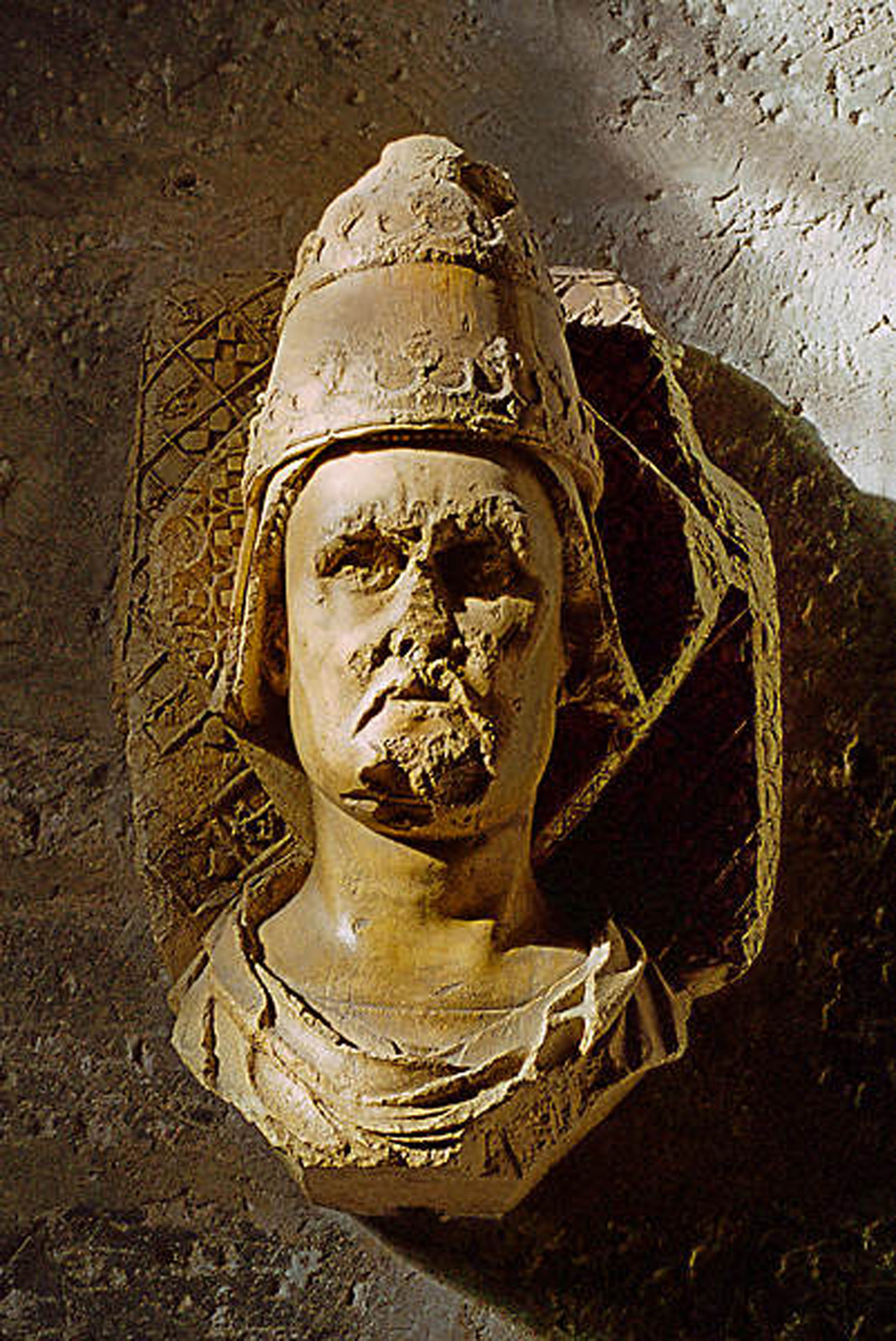
Robert de Ginebra, futur papa d'Avinyó Climent VII, comandant de les forces papals després de 1377

Després de capturar Città di Castello, John Hawkwood va dirigir-se a Faenza el 12 de febrer de 1376, per ordres del governador papal per protegir-se perquè temia la revolta. Mentre era a Faenza, Hawkwood va intentar assetjar la ciutat veïna de Granarola, però es va veure obligat a retirar-se a Faenza. El governador papal va obrir les portes a Hawkwood, qui un cop va entrar va exigir que els habitants es rendissin les armes. Com que el Papa no els va pagar, van saquejar la ciutat. En sentir això Florència, va intentar subornar a Hawkwood per no lluitar i li va oferir una pensió i el perdó per totes les traïcions i malifetes que havia comès contra Florència, tanmateix, Hawkwood va romandre amb el Papa.
El papa Gregori XI va excomunicar tots els membres del govern de Florència i va posar la ciutat sota interdit el 31 de març de 1376, prohibint els serveis religiosos a Florència i legalitzant la detenció i esclavització dels florentins i la confiscació dels seus béns a tot Europa. Inicialment, en comptes d'intentar desobeir l'interdicció, els florentins van organitzar processons extraeclesiàstiques (inclosos flagel·lants) i confraries, inclosa la reaparició de grups com els fraticels, que abans havien estat considerats heretges. L'edifici de la inquisició florentina va ser destruït i la Signoria va revocar les restriccions legals a la usura i altres pràctiques mal vistes pels tribunals eclesiàstics (ara desapareguts).
El 1377, el cardenal Robert de Ginebra (futur papa Climent VII d'Avinyó) va dirigir l'exèrcit de Gregori XI en un intent de sufocar la revolta, i el mateix Gregori XI va tornar a Itàlia per assegurar les seves possessions romanes, posant fi de facto al papat d'Avinyó. Gregori XI va arribar a Roma el gener de 1377, després d'un viatge difícil (inclòs un naufragi), i hi va morir el març de 1378. Hawkwood va honrar el seu acord amb els florentins de no fer la guerra a la Toscana, limitant-se a sufocar les diferents rebel·lions dins dels estats papals. Els altres Condottiero de Gregori XI també van limitar les seves activitats a la Romanya, en particular el saqueig salvatge de Cesena el febrer de 1377 que es va conèixer com el Bany de Sang de Cesena. Després de participar en la massacre de Cesena Hawkwood va deixar el servei papal i va començar a treballar amb Milà, Florència i els seus aliats. A la primavera de 1377, els mercenaris papals van recuperar Bolonya, que fins aquell moment havia estat un aliat clau de Florència.
L'octubre de 1377, el govern de Florència va obligar el clergat a reprendre els serveis religiosos provocant que Angelo Ricasoli, bisbe de Florència, i Neri Corsini, bisbe de Fiesole, fugissin del territori florentí. Les fortes multes i desamortitzacions emeses per la Signoria als prelats que van abandonar els seus càrrecs, la "liquidació més extensa d'un patrimoni eclesiàstic intentada a qualsevol part d'Europa abans de la Reforma Protestant", poden haver estat motivades per pagar el conflicte cada cop més car. El cost total de la guerra per a Florència arribaria aproximadament als 2,5 milions de florins.
Com a conseqüència de les sancions econòmiques de Gregori XI, els comerciants de la "diàspora" florentina van ser perjudicats econòmicament a tot Europa, en particular els banquers Alberti a Avinyó, encara que l'interdicte va ser ignorat per molts, inclòs Carles V de França.

## Resolució
Una conferència de pau es va reunir a Sarzana el febrer-març de 1378 sota la mediació de Bernabò Visconti. A més de les parts enfrontades, el Sacre Imperi Romanogermànic i els regnes de França, Hongria i Nàpols van enviar-hi representants. Els termes de pau s'havien acordat provisionalment quan, el 31 de març, la conferència va saber que Gregori XI havia mort. No obstant això, Visconti va transmetre els termes a les principals parts, però la conferència es va trencar.
Finalment un tractat de pau es va signar a Tívoli el juliol de 1378, negociat amb el papa Urbà VI. Segons el tractat, Florència havia de pagar al Papa 200.000 florins (a diferència del requisit d'indemnització original del papa Gregori XI d'1 milió de florins), derogar totes les lleis posades contra l'Església pel govern secular i restaurar tots els béns confiscats o saquejats del clergat. El Papa, a canvi, havia de derogar l'interdicció posada a Florència i reparar el favor reduït de la comunitat eclesiàstica a Florència.

## Vuit Sants

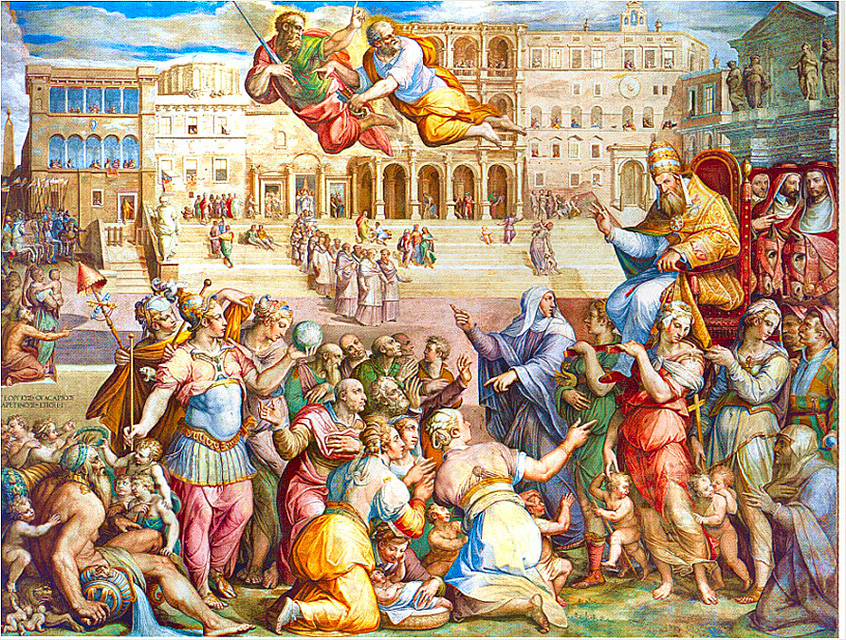
La butlla d'excomunió del papa Gregori XI es refereix als "Vuit Sants" com els "Vuit dels Sacerdots".

Els vuit sants (italià: Otto Santi) pot referir-se a un, o tots dos, dels dos Balìa de vuit membres nomenats per la Signoria de Florència durant la guerra. Quan Florència va acordar un pacte de no agressió amb Hawkwood per un cost de 130.000 florins, es va crear una comissió especial de vuit ciutadans per cobrar un préstec forçat d'un any al clergat de Florència i Fiesole per cobrir la suma. Més tard es va crear un segon consell de vuit homes per fer els arranjaments militars i diplomàtics necessaris per dur a terme una guerra contra el Papa.
La identitat del grup dels Vuit Sants continua sent un tema controvertit. El comitè d'impostos és més àmpliament acceptat com l'Otto Santi pels estudiosos, encara que alguns argumenten que Otto Santi es refereix al consell de guerra. La primera referència històrica als Vuit de la Guerra (en italià: Otto della Guerra) com l'Otto Santi es produeix el 1445 amb el relat de l'historiador florentí Domenico Buoninsegni; no apareix als relats de contemporanis de la guerra com Leonardo Bruni i Giovanni Morelli. Buoninsegni havia aplicat la denominació —utilitzada l'agost de 1378 per referir-se a un grup de vuit membres (Gli Otto Santi del Popolo di Dio) format per la revolta de Ciompi, que es va produir immediatament després de la Guerra dels Vuit Sants — als Otto della Guerra. En canvi, el sobrenom s'utilitza a la butlla d'excomunió del 31 de març de 1376 per referir-se a l'Otto dei Preti (el comitè d'impostos, que significa literalment "Vuit de sacerdots").
L'Otto dei Preti, nomenat el 7 de juliol de 1375 per dur a terme la fiscalitat del clergat pel pacte de no agressió incloïa:
 
| - Matteo Malefici - Antonio di Forese Sacchetti - Bardo di Guglielmo Altoviti - Salvi Filippo Salvi | - Giovanni d'Angiolo Capponi - Antonio di Filippo Tolosini - Recco di Guido Guaza - Michele di Puccio |

L' Otto della Guerra (consell de guerra) va ser nomenat el 14 d'agost de 1376 i estava format per quatre representants gremials i quatre membres de la noblesa.
| Representants majors de la guilda - Giovanni Dini – Espècies - Guccio Gucci – Fabricants de teixits de llana Representants menors de la guilda - Matteo Soldi – Venedors minoristes de vi - Giovanni di Mone – Productors de gra | Membres de les famílies d'elit florentines - Alessandro de' Bardi - Giovanni Magalotti - Andrea Salvati - Tommaso Strozzi |